# 임상수
임상수(林常樹, 1962년 4월 27일 ~)는 대한민국의 영화 감독, 각본가이다. 1986년 영화평론가 첫 등단 이후 1998년 처녀들의 저녁식사를 통해서 감독으로 정식 데뷔했으며, 자신과 다른 감독의 영화에 단역으로 출연하기도 한다.

## 학력
- 연세대학교 사회학과
- 한국영화아카데미 5기

## 참여작

### 연출부
- 1990, 《장군의 아들》
- 1991, 《장군의 아들 2》

### 조감독
- 1989, 《구로 아리랑》
- 1990, 《개벽》
- 1991, 《김의 전쟁》

### 제작
- 1994, 《해적》

### 감독
- 1998, 《처녀들의 저녁식사》
- 2000, 《눈물》
- 2003, 《바람난 가족》
- 2005, 《그때 그사람들》
- 2007, 《오래된 정원》
- 2010, 《하녀》
- 2012, 《돈의 맛》
- 2015, 《나의 절친 악당들》
- 2020, 《행복의 나라로》

### 각본
- 1995, 《영원한 제국》
- 1998, 《처녀들의 저녁식사》
- 2000, 《눈물》
- 2001, 《인디안 썸머》
- 2003, 《바람난 가족》
- 2005, 《그때 그사람들》
- 2007, 《오래된 정원》

### 출연
- 1999, 《태양은 없다》 - 헤어샵 감독
- 2000, 《플란다스의 개》 - 준표선배
- 2001, 《눈물》 - 의사
- 2003, 《바람난 가족》 - 알리사건 판사
- 2005, 《그때 그사람들》 - 김부장 주치의
- 2015, 《나의 절친 악당들》 - 부회장

## 수상
- 1998년 제19회 청룡영화상 신인감독상 《처녀들의 저녁식사》
- 2001년 제38회 대종상 신인감독상 《눈물》
- 2003년 제23회 한국영화평론가협회상 각본상 《바람난 가족》
- 2005년 제8회 디렉터스 컷 시상식 올해의 감독상 《그때 그사람들》
- 2007년 제8회 부산영화평론가협회상 감독상 《오래된 정원》
- 2010년 제12회 씨네마닐라국제영화제 국제경쟁부문 감독상 《하녀》

## 같이 보기
- 임상수